# Lepeophtheirus bifurcatus
Lepeophtheirus bifurcatus är en kräftdjursart som beskrevs av C. B. Wilson 1905. Lepeophtheirus bifurcatus ingår i släktet Lepeophtheirus och familjen Caligidae. Inga underarter finns listade i Catalogue of Life.